# Dolichophis
Dolichophis – rodzaj węży z podrodziny Colubrinae w rodzinie połozowatych (Colubridae).

## Zasięg występowania
Rodzaj obejmuje gatunki występujące na Węgrzech, w Rumunii, Albanii, Chorwacji, Serbii, Czarnogórze, Macedonii Północnej, Bułgarii, Grecji, Mołdawii, Ukrainie, południowo-zachodniej Rosji, Kazachstanie, Gruzji, Azerbejdżanie, Armenii, Turcji, na Cyprze, w Egipcie (Synaj), Iranie, Turkmenistanie, Iraku, Kuwejcie, Syrii, Jordanii, Libanie i Izraelu.

## Systematyka

### Etymologia
Dolichophis: gr. δολιχος dolikhos „długi”; οφις ophis, οφεως opheōs „wąż”.

### Podział systematyczny
Do rodzaju należą następujące gatunki:
- Dolichophis andreanus (Werner, 1917)
- Dolichophis caspius (Gmelin, 1789) – połoz kaspijski
- Dolichophis jugularis (Linnaeus, 1758)
- Dolichophis schmidti (Nikolsky, 1909)